# Donna Stricklandová
Donna Stricklandová, rodným jménem Donna Theo Strickland, (* 27. května 1959 Guelph) je kanadská fyzička, akademička a průkopnice v oblasti laserů. V roce 2018 byla spolu s Gerardem Mourouem oceněna Nobelovou cenou za fyziku za vynález technologie chirped pulse amplification (CPA), jež umožňuje generovat ultrakrátké laserové impulzy o vysoké intenzitě. Tato technologie má široké uplatnění v různých oblastech, v laserovém obrábění, chirurgii, medicíně a základním výzkumu. Stricklandová je profesorkou na katedře fyziky a astronomie na University of Waterloo.

## Mládí a vzdělání
Stricklandová se narodila 27. května 1959 v Guelphu v kanadském Ontariu učitelce angličtiny Edith J. a elektroinženýrovi Lloydovi Stricklandovi. Má starší sestru a mladšího bratra. Podle rodinné historky se Stricklandovi jednou vydali na výlet do nedávno otevřeného Ontarijského vědeckého centra. Otec jí ukázal velký laser v muzeu a řekl: „Tohle musíš vidět. Lasery jsou cestou budoucnosti.“ Stricklandová si na ten výlet sotva vzpomíná, ale zřejmě jí něco utkvělo v hlavě. Po absolvování Guelph Collegiate Vocational Institute, když se hlásila na bakalářské studium na McMasterově univerzitě v Hamiltonu v Ontariu, rozhodovala se mezi elektrotechnikou (spousta pracovních míst) a fyzikou (větší zábava). Vybrala si obor elektrooptika a lasery v rámci hybridního programu inženýrské fyziky. Na univerzitě byla jednou ze tří žen v pětadvacetičlenném ročníku. V roce 1981 Stricklandová získala bakalářský titul v oboru inženýrská fyzika.
Postgraduální studium absolvovala na institutu Optiky na Rochesterské univerzitě, kde se seznámila se svým budoucím manželem Douglasem Dykaarem. V roce 1989 získala na Rochesterské univerzitě titul Ph.D., svůj doktorský výzkum prováděla v přidružené Laboratoři pro laserovou energetiku pod vedením Gérarda Mouroua. Stricklandová a Mourou pracovali na vývoji experimentálního uspořádání, které by dokázalo zvýšit špičkový výkon laserových pulzů, aby překonali omezení spočívající v tom, že když maximální intenzita laserových pulzů dosáhne gigawattů na centimetr čtvereční, samovolné zaostřování pulzů vážně poškodí zesilovací část laseru. Jejich technika CPA z roku 1985 každý laserový pulz před zesílením spektrálně i časově roztáhla a poté každý pulz stlačila zpět na původní dobu trvání, čímž vznikly ultrakrátké optické pulzy o intenzitě terawattů až petawattů. Použití CPA umožnilo postavit menší vysoce výkonné laserové systémy na typické laboratorní optické lavici jako "stolní terawattové lasery". Práce byla v roce 2018 oceněna Nobelovou cenou za fyziku.

## Kariéra a výzkum
V letech 1988 až 1991 byla Stricklandová vědeckou spolupracovnicí v kanadské Národní radě pro výzkum, kde pracovala s Paulem Corkumem v sekci pro ultrarychlé jevy a ve své době vyrobili nejvýkonnější krátkoimpulsní laser na světě. V letech 1991 až 1992 pracovala v laserovém oddělení Lawrence Livermore National Laboratory a v roce 1992 se připojila k technickému personálu Centra pokročilých technologií pro fotoniku a optoelektronické materiály Princetonské univerzity. V roce 1997 nastoupila jako odborná asistentka na Universitě ve Waterloo a později se zde stala první profesorkou fyziky na plný úvazek. Je vedoucí skupiny pro ultrarychlé lasery, která vyvíjí laserové systémy s vysokou intenzitou pro výzkum nelineární optiky.
V poslední době se zaměřuje na posunutí hranic ultrarychlé optiky do nových vlnových délek, jako je střední infračervená a ultrafialová oblast, pomocí technik, jako dvoubarevné nebo vícefrekvenční metody. Zabývá se také úlohou vysoce výkonných laserů v mikrokrystalické čočce lidského oka během procesu mikroobrábění oční čočky při léčbě presbyopie.
V roce 2008 se stala členkou společnosti Optica (tehdejší Optical Society of America, OSA). V letech 2011–2013 byla její viceprezidentkou a prezidentkou a v letech 2004–2010 byla tematickou redaktorkou jejího časopisu Optics Letters. V současné době je předsedkyní prezidentského poradního výboru Optica. Je členkou Kanadské asociace fyziků a dříve působila jako členka jejího představenstva a ředitelka pro akademické záležitosti.

## Nobelova cena

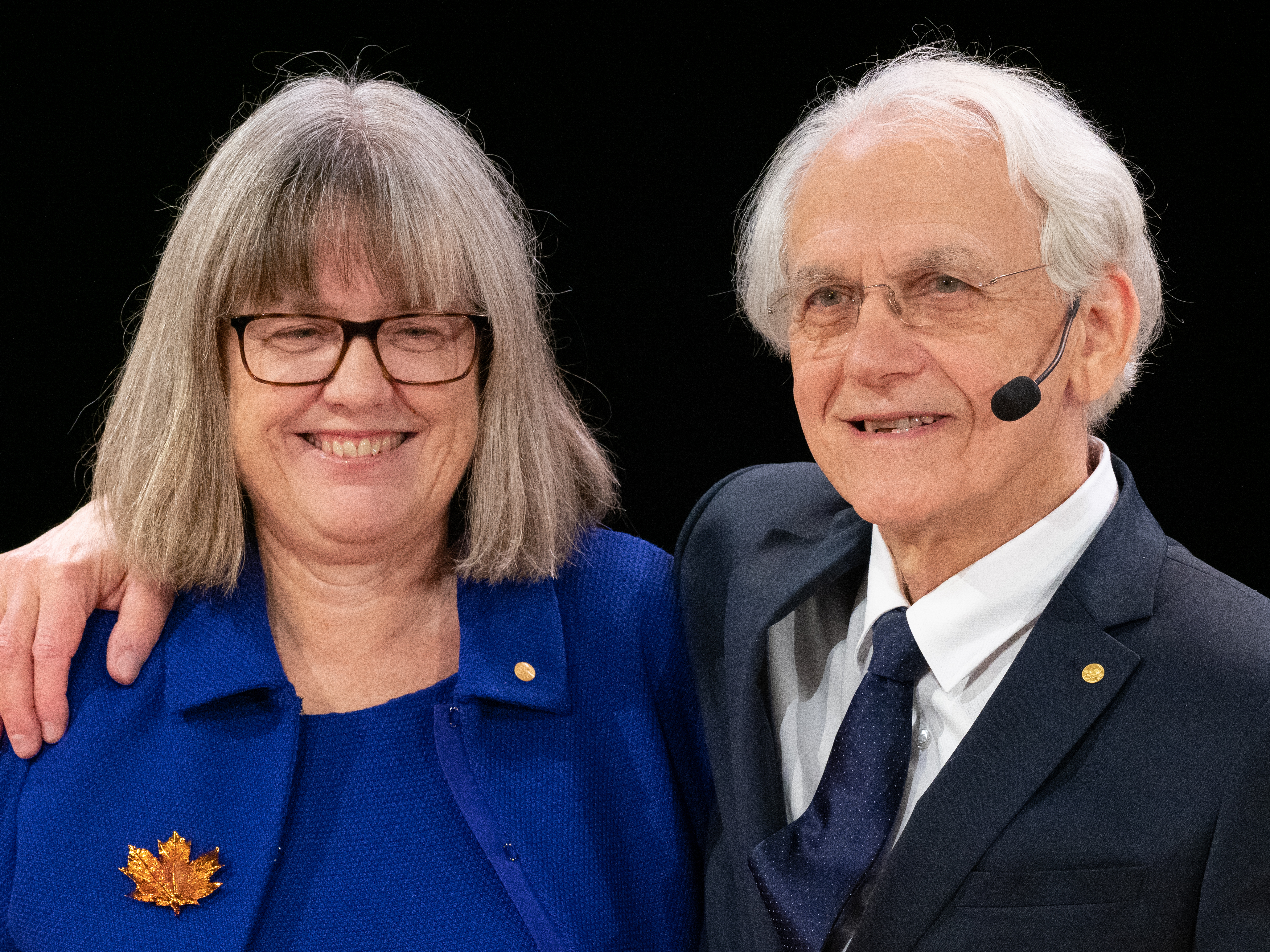
Donna Strickland a Gérard Mourou při přebírání Nobelovy ceny v prosinci 2018

Stricklandová se stala třetí ženou v historii, která získala Nobelovu cenu za fyziku, před ní cenu obdržely Marie Curie-Skłodowská (1903) a Maria Goeppert Mayer (1963). Ocenění získala společně s francouzským fyzikem Gérardem Mourouem, s nímž pracovala jako postgraduální studentka na Rochesterské univerzitě v New Yorku. Druhou polovinu ceny dostal americký fyzik Arthur Ashkin, který se stal průkopníkem způsobu využití světla k manipulaci s fyzickými objekty.
Stricklandová prováděla svůj výzkum, za který získala Nobelovu cenu, jako doktorandka pod Mourouovým vedením na Rochesterské univerzitě v New Yorku. Společně připravili cestu k vytvoření nejintenzivnějších laserových impulzů na světě. V roce 1985 se jim podařilo vytvořit ultrakrátké laserové impulsy o vysoké intenzitě, aniž by došlo k destrukci zesilujícího materiálu. Nejprve laserové pulzy časově natáhli, aby snížili jejich špičkový výkon, poté je zesílili a nakonec stlačili. Intenzita pulzu se tak dramaticky zvýší. Jejich převratný článek byl publikován v roce 1985 a byl základem disertační práce Stricklandové. Technika se nazývaná chirped pulse amplification (CPA) a stala se standardem pro pozdější lasery s vysokou intenzitou. Tento výzkum má dnes různé aplikace v průmyslu a medicíně, včetně korekčních operací očí a obrábění malých skleněných součástek pro použití v mobilních telefonech.

## Osobní život
Stricklandová se v roce 1991 provdala za fyzika Douglase Dykaara, který získal doktorát z elektrotechniky na Rochesterské univerzitě. Mají dvě děti: Hannah, postgraduální studentku astrofyziky na Torontské univerzitě, a Adama, který studuje komedii na Humber College. Stricklandová je aktivní členkou Sjednocené církve Kanady.